# Медаль за участь у придушенні боксерського повстання
Медаль за участь у придушенні боксерського повстання (офіційна назва — Медаль за участь у військовій кампанії 33-го року Мейдзі) — нагорода Японської імперії.

## Історія
Медаль була заснована імператорським указом №142 від 21 квітня 1901 року для нагородження військовослужбовців, членів дипломатичної місії в Пекіні та тих, хто забезпечував дії військової експедиції, залишаючись на території Японії. Медаллю могли бути нагороджені іноземні військовослужбовці, але документальних даних про це немає.

## Опис

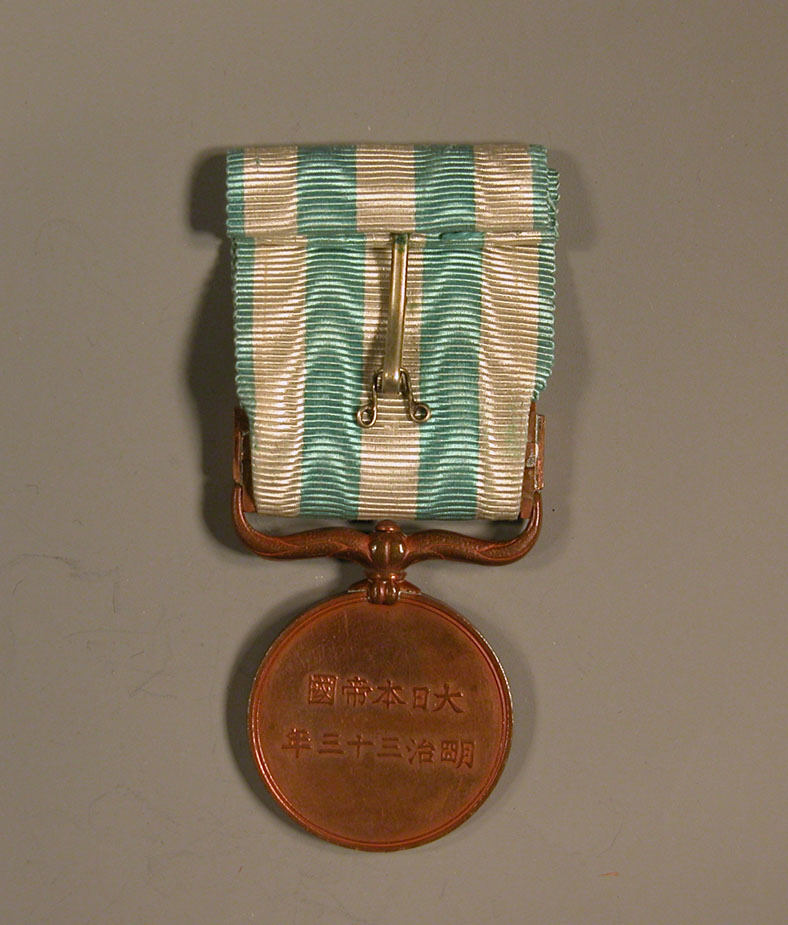
Реверс медалі.

Медаль діаметром 30 мм, карбувалась з бронзи. Поверхня спеціально оброблена під колір міді (мідно-червоного кольору). На аверсі медалі у верхній частині зображено хризантему — імператорський герб, у центрі аверсу — 4 ієрогліфи «дзюгун кісе» («медаль за військовий похід» або «військова медаль»). На реверсі медалі напис «Велика японська імперія, 33-й рік Мейдзі» (1900). Напис виконаний 11 ієрогліфами, розташованими двома горизонтальними лініями по центру. Підвіска медалі — на шарнірі, так само, як і у попередніх військових медалей.
Стрічка медалі завширшки 37 мм за своїми кольорами перегукується з попередніми військовими медалями Японії. Вона муарового виготовлена з шовку з 2-міліметровими зеленими смугами з боків. На стрічці також є 3 поздовжні білі смуги по 7 мм завширшки кожна, між ними — 2 6-міліметрові зелені смуги. Згодом для заміни зношеної стрічки використовувався звичайний, не муаровий шовк.
Медаль видавалась у спеціальній дерев'яній лакованій коробочці.